# 利伯罗瑟
利伯罗瑟（德語：Lieberose）是德国勃兰登堡州的市镇，隶属于达默-施普雷瓦尔德县。总面积为73.03平方千米，截至2023年12月31日总人口为1,338人。